# 南極新擬冰鰧
南極新擬冰鰧（學名：Neopagetopsis ionah）為鱷冰魚科新拟冰䲢属的唯一一種，分布於南冰洋海域，棲息深度20-900公尺，體長可達56公分，為底棲性魚類，屬肉食性，以磷蝦及魚類為食。2022年，德國科學家在南極洲威德爾海發現棲息6,000萬條南極新擬冰鰧的巢穴，為已知世界上最大的產卵魚群。